# Casper Uka
Casper Uka, MBE foi um bispo anglicano que serviu como Bispo Assistente da Melanésia de 1974 a 1980.
Uka foi educado no St Peter's College, em Siota. Foi ordenado diácono em 1962 e sacerdote em 1964. Ele foi consagrado Bispo Assistente da Melanésia na Igreja Catedral de São Barnabé, Honiara, por John Chisholm, Arcebispo da Melanésia, no dia 8 de novembro de 1975.